# Anodendron benthamianum
Anodendron benthamianum är en oleanderväxtart som beskrevs av William Botting Hemsley. Anodendron benthamianum ingår i släktet Anodendron och familjen oleanderväxter. Inga underarter finns listade i Catalogue of Life.